# Les Échets
Les Échets est un hameau de la commune de Miribel, dans l'Ain. Si le bourg de Miribel est situé dans la région de la Côtière, Les Échets est situé en Dombes.
Ses habitants sont appelés les Échetois.

## Géographie

### Localisation
Les Échets se situe à environ 7 km de la ville de Miribel, au nord de celle-ci.

### Hydrologie
Le ruisseau des Échets prend sa source près des Échets ; il est long de 12,6 km et se jette dans la Saône. Le ruisseau des Ormes, long de 7 km et qui coule dans les cantons de Miribel et de Montluel est le seul affluent du ruisseau. Le ruisseau des Échets est, sur une large portion et depuis quelques années, souterrain[réf. souhaitée].

### Voies de communication et transports

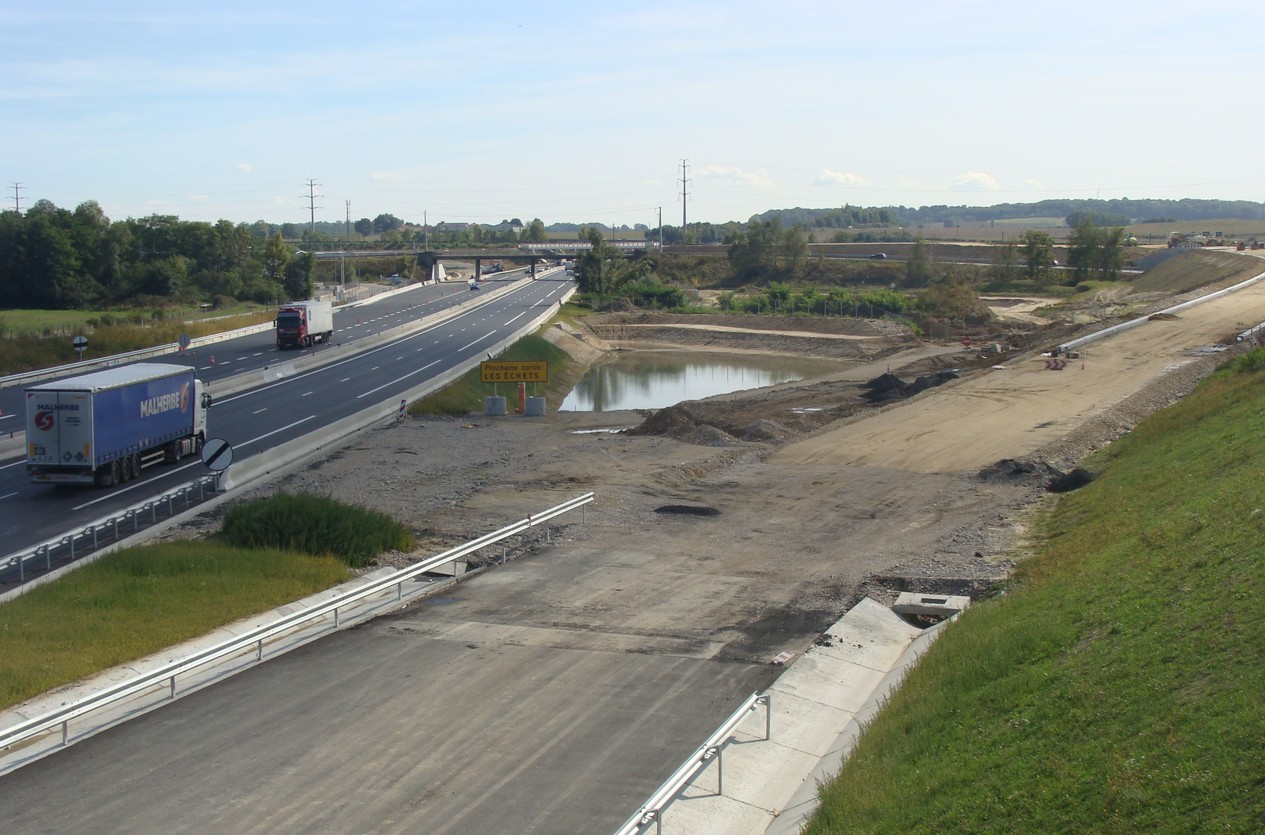
Travaux du dernier tronçon de l'A432, aux Échets, en octobre 2010.

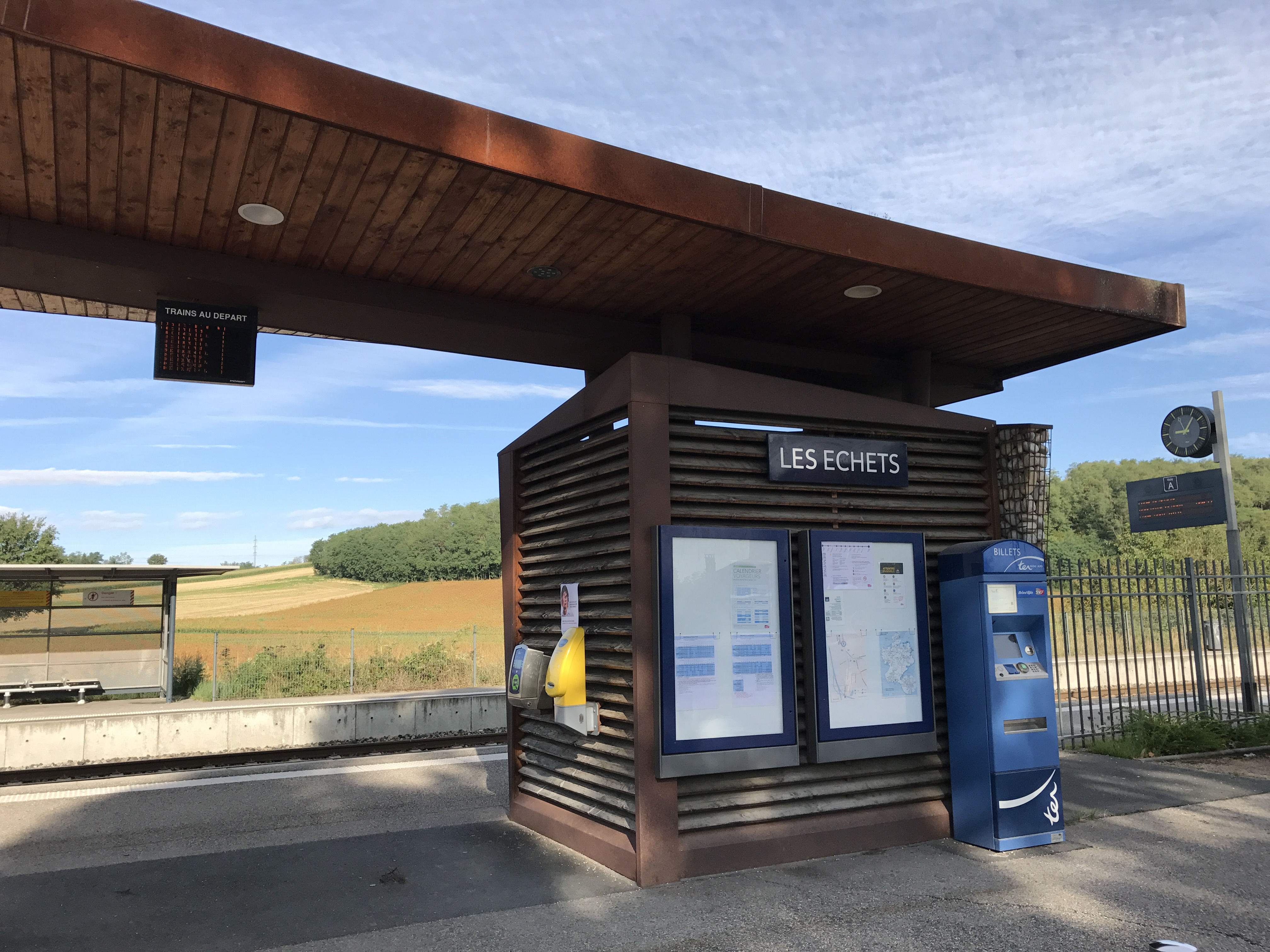
Vue de la gare des Échets.

La localité est traversée par la RD1083 (anciennement la route nationale 83 reliant Lyon à Bourg-en-Bresse).
De plus, la localité se trouve à proximité immédiate de la  3 Les Échets de l'autoroute A46 ; le dernier tronçon de l'A432 entre Les Échets et La Boisse, est ouvert depuis février 2011. Il a fait l'objet de travaux, notamment de la construction du viaduc de la Côtière, entre 2008 et 2011. Ce tronçon permet de rallier l'A42 depuis l'A46 et réciproquement.
La ligne Lyon - Bourg-en-Bresse dessert Les Échets.
Le réseau de bus Colibri de la communauté de communes de Miribel et du Plateau dont l'exploitation débute en février 2012, compte six arrêts aux Échets : Les Échets Centre, Gare des Échets, Les chênes, Bois Grobenet, Rosarge et Folliouse.

## Toponymie
L'origine du nom du village proviendrait de lescheria signifiant « léchère », un type d'étang naturel (nombreux en Dombes) et envahi par une herbe nommée « lèche ».

## Politique et administration
Un  conseiller municipal délégué de Miribel est spécialement responsable du hameau.

## Enseignement

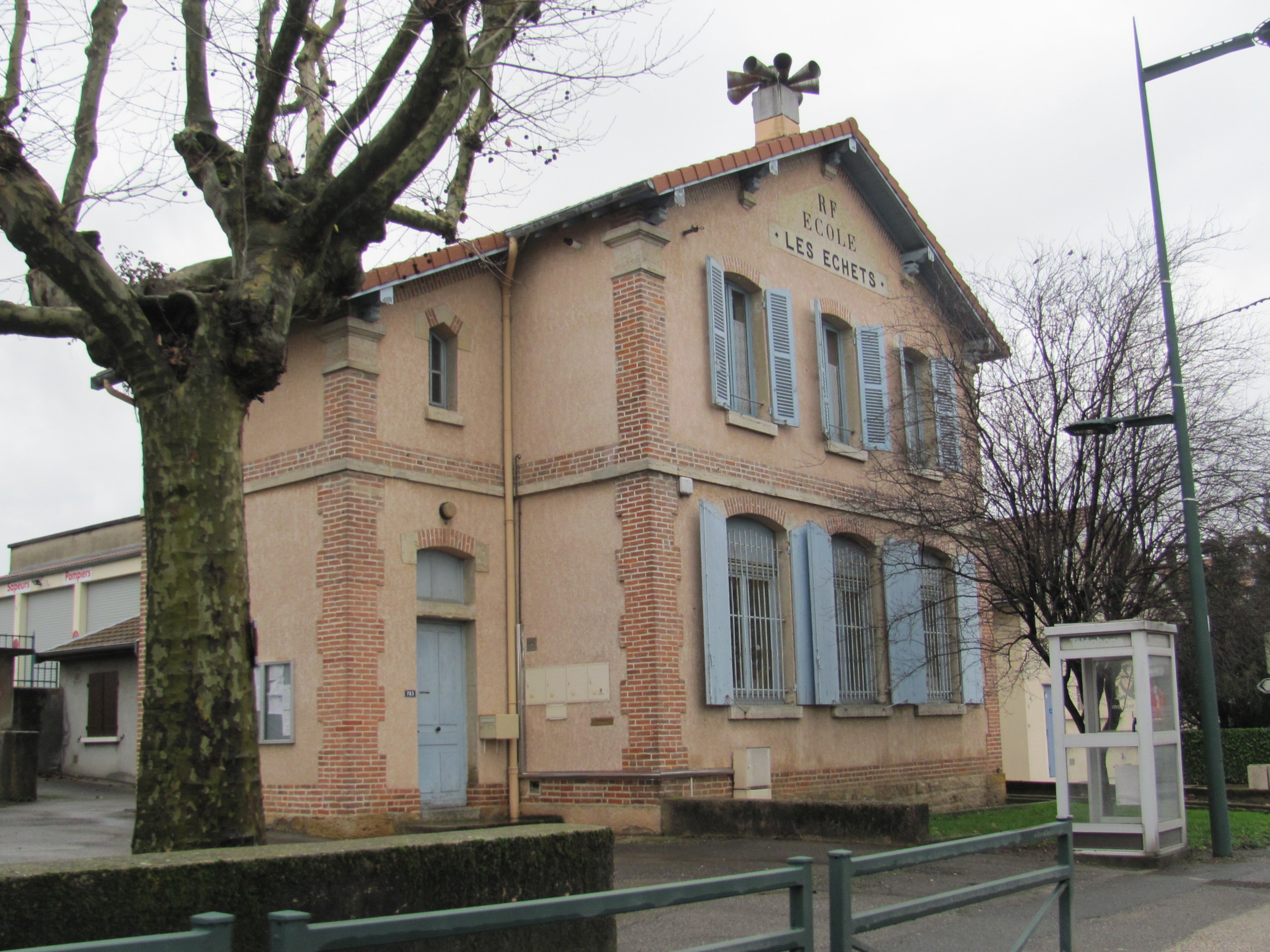
L'ancienne école du village.

Le village est doté d'une école maternelle et primaire : l'école Jean-de-La-Fontaine ; elle fut inaugurée le 4 février 1995.

## Culture et patrimoine

### Information locale
- Un journal local L'écho des Échets, réalisé par des personnes habitants le hameau, a été publié quatre fois par an[6] pendant 14 ans. Il s'est arrêté en février 2022.

### Lieux et monuments
- Le marais des Échets, partiellement asséché, est un site naturel inscrit.
- Une chapelle est située à proximité immédiate du cimetière des Échets. Elle fut construite en 1945[7] : jusqu'à cette date, pour le culte et les enterrements, les habitants des Échets, se rendaient à Vancia.

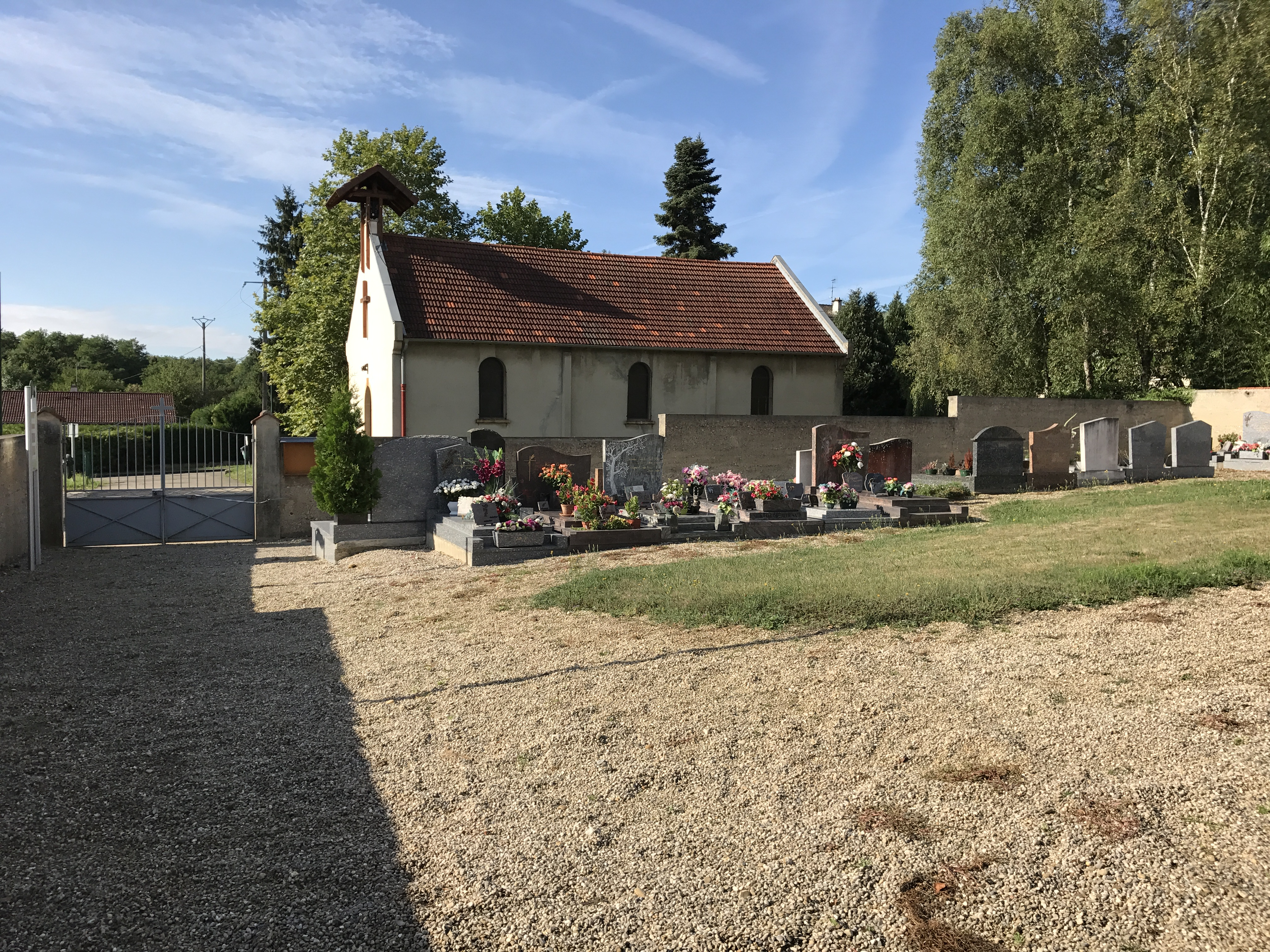
La chapelle du village photographié depuis le cimetière.
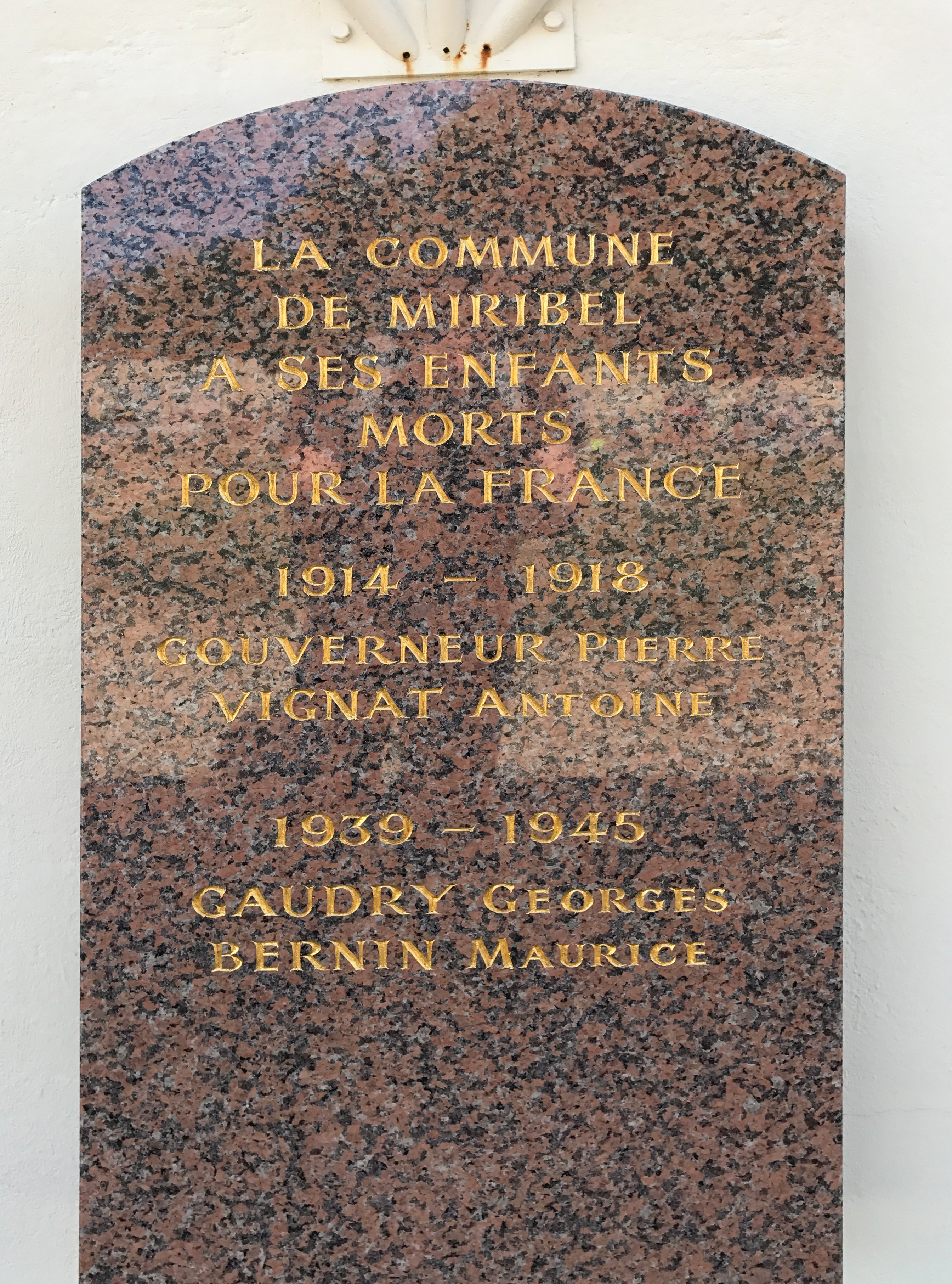
Plaque au cimetière en mémoire des victimes de la Première Guerre mondiale.
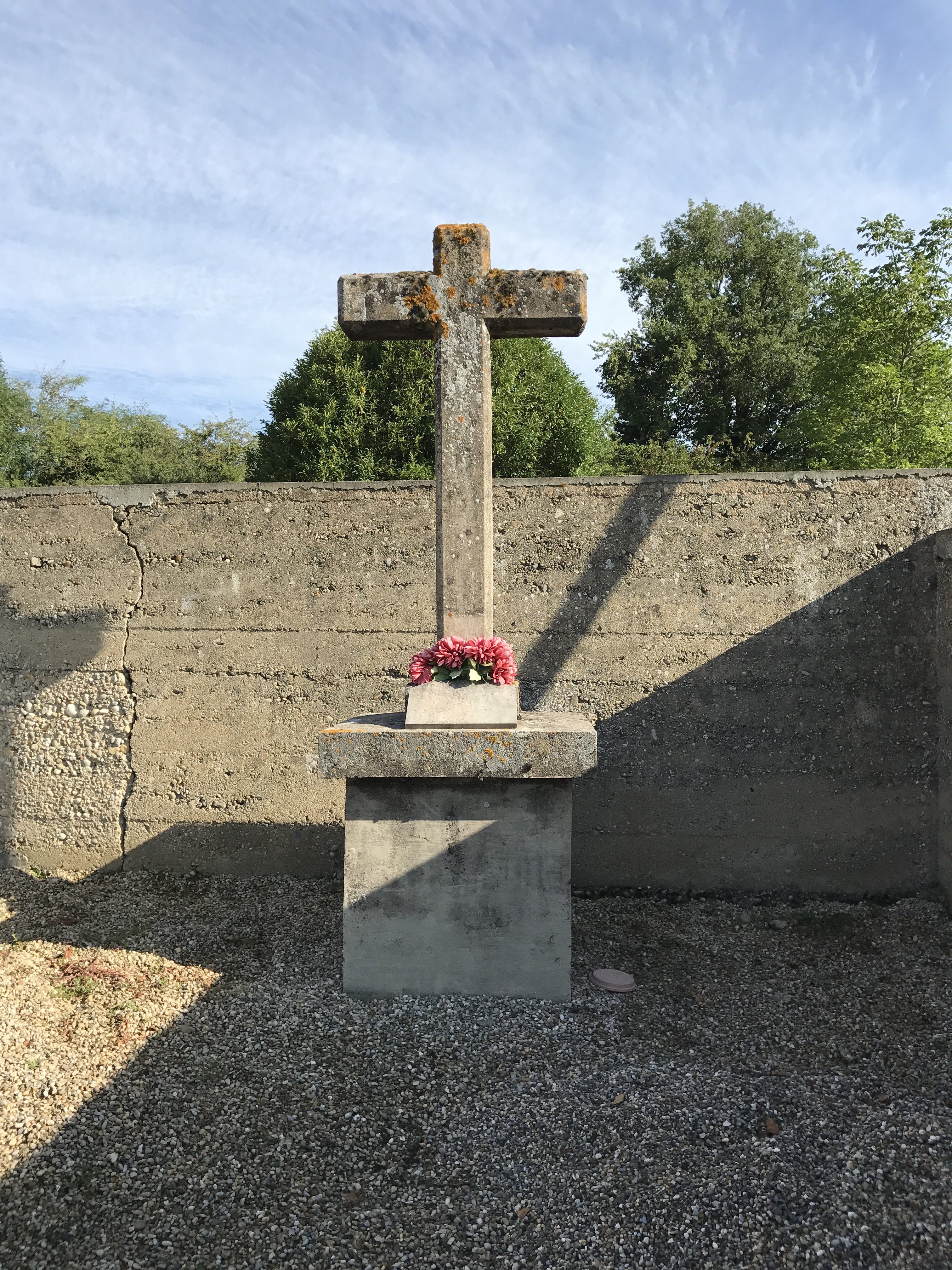
Croix du cimetière des Échets.

### Personnalités liées aux Échets

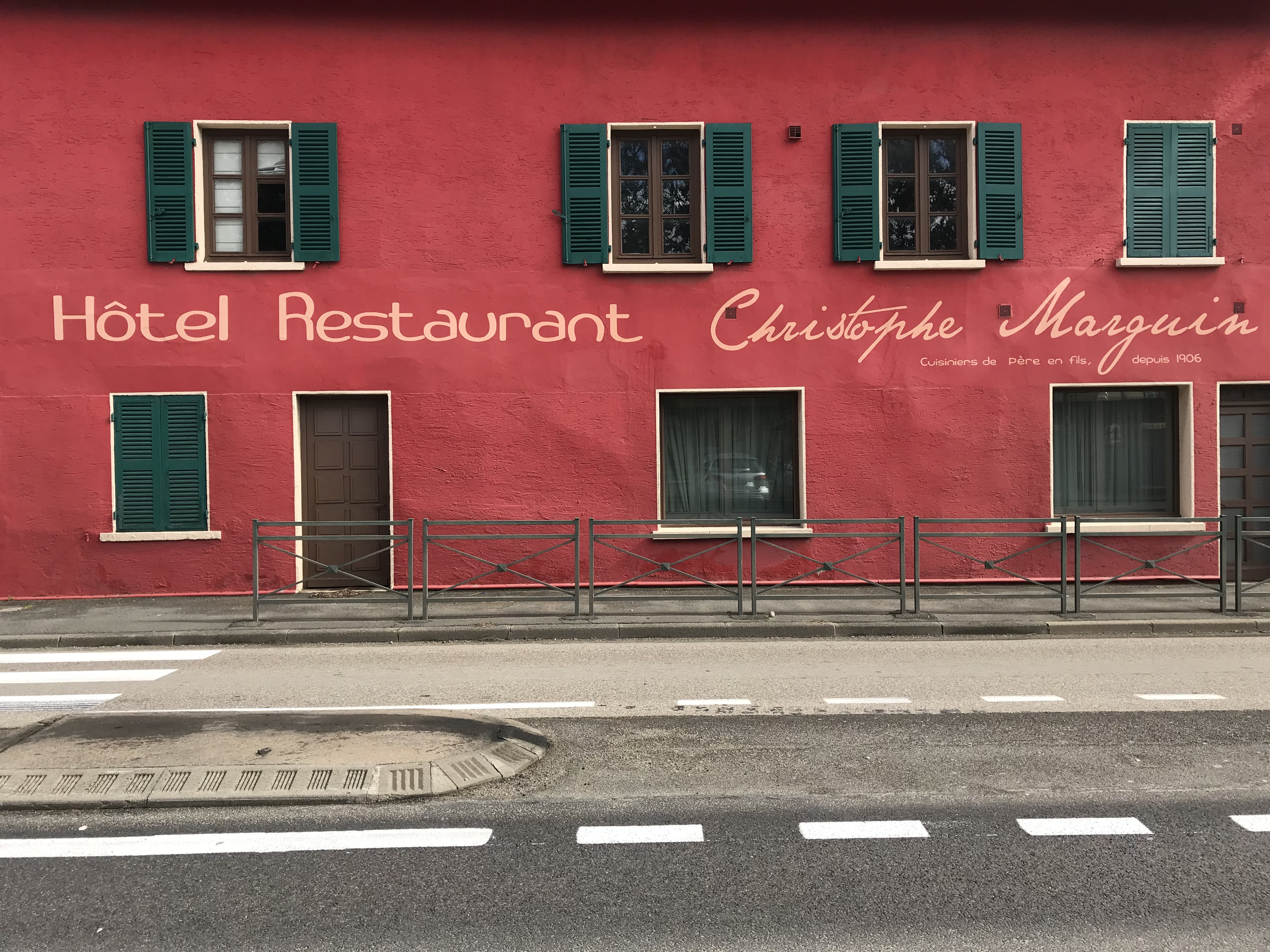
L'ancien restaurant Marguin aux Échets.

- Roger Groslon (1933- ), sculpteur et peintre, est installé aux Échets.
- Joseph Reveyron (1917-2005), élève puis successeur d’Édouard Commette, organiste et compositeur, par ailleurs dirigeant de l'usine textile Reveyron basé dans le hameau.
- Nicolas Reveyron, fils du précédent, historien, spécialiste du Moyen Âge.
- Christophe Marguin (1967- ), cuisinier, a repris aux Échets le restaurant de son père Jacky Marguin (qui avait obtenu une étoile Michelin en 1977)[8]. En 2017, Christophe Marguin annonce que son restaurant quitte Les Échets pour Lyon[9]. Son restaurant familial était présent aux Échets depuis 1906.

- Michel Cormorèche, frère de Pierre Cormorèche, fut suppléant du député de l'Ain, Émile Dubuis.

### Les Échets et le cinéma
Quelques scènes du film L'Innocent sont tournées aux Échets fin 2021, début 2022.